# 뮤지엄 김치간
뮤지엄 김치간은 한국의 대표적인 전통음식인 김치의 문화를 조사, 연구하고 이를 내외국인에게 홍보하고자 풀무원에서 운영하고 있는 박물관이다. 1986년 서울특별시 중구 필동에서 명가김치박물관이라는 이름으로 설립되었다가 이듬해 풀무원에 인수되어 풀무원 김치박물관으로 이름을 바꾸었고, 1988년부터 2013년 7월까지 강남구 삼성동 코엑스에서 운영하였다. 이후 한동안 운영을 중단하였다가 2015년 4월부터 한류 문화의 중심지 인사동으로 이전하면서 '뮤지엄김치간'으로 재탄생하였다.
뮤지엄김치간은 유물과 김치, 세계 절임 채소 등 실물 전시는 물론 관람객이 직접 즐기면서 체험할 수 있는 인터랙티브(상호 소통) 디지털 전시를 구현하고 있다. 또 김치를 담그고, 먹어보고, 가져갈 수 있는 다양한 김치 체험행사를 운영하여 살아있는 김치와 김장 문화를 생생하게 체험할 수 있다. 특히 CNN이 선정한 세계 11대 음식박물관 중 대한민국에서는 유일하게 선정된 박물관으로, 영국 BBC, 미군방송 AFKN, 중국 후난방송 등의 언론을 통해 한국 김치 문화를 세계에 알리는 ‘김치 문화의 채널’의 역할을 해오고 있다.

## 운영 시간
- 화요일 ~ 일요일 10:00 ~ 18:00(17:30까지 입장 가능)
- 휴일: 매주 월요일, 1월 1일, 설 연휴, 추석 연휴, 성탄절
- 기타: 단체관람객(20명 이상)의 경우 홈페이지를 통한 사전예약 필요.
- 체험
  - 통배추 김치와 백김치 만들기 체험 가능. 원하는 체험 일자의 4일 전까지 홈페이지를 통한 사전예약 필요.

## 교통
- 지하철
  - 1호선 종각역
  - 3호선 안국역
- 버스: 안국역, 우정국로, 종각역
  - 109, 151, 162, 171, 272, 601
  - 1012, 7025
  - 공항: 602-1

## 같이 보기
- 김치
- 서울특별시의 박물관과 미술관 목록